# Three Way Piece No. 2: Archer

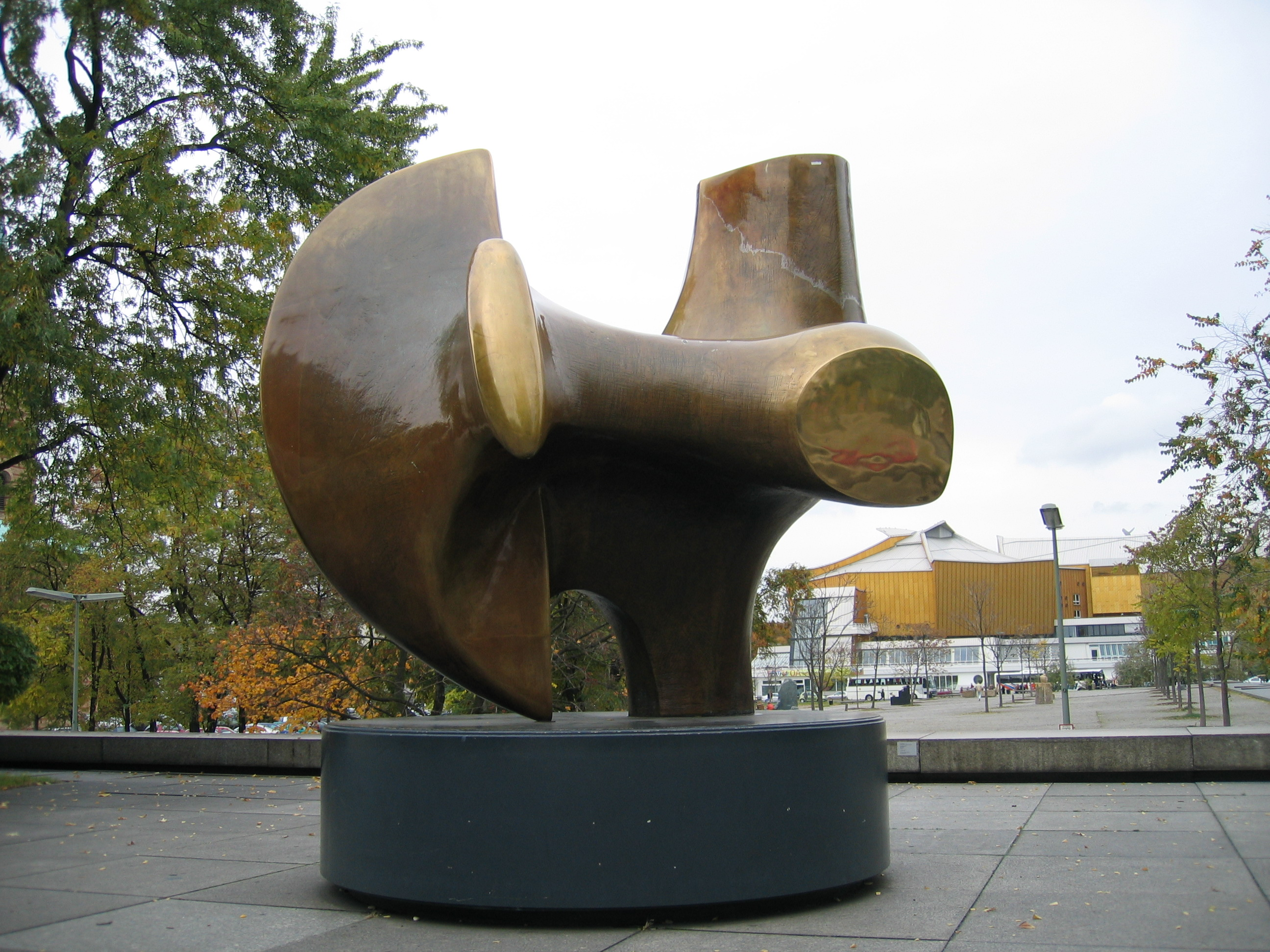
Three Way Piece No. 2: Archer, im Hintergrund der Kammermusiksaal der Berliner Philharmonie

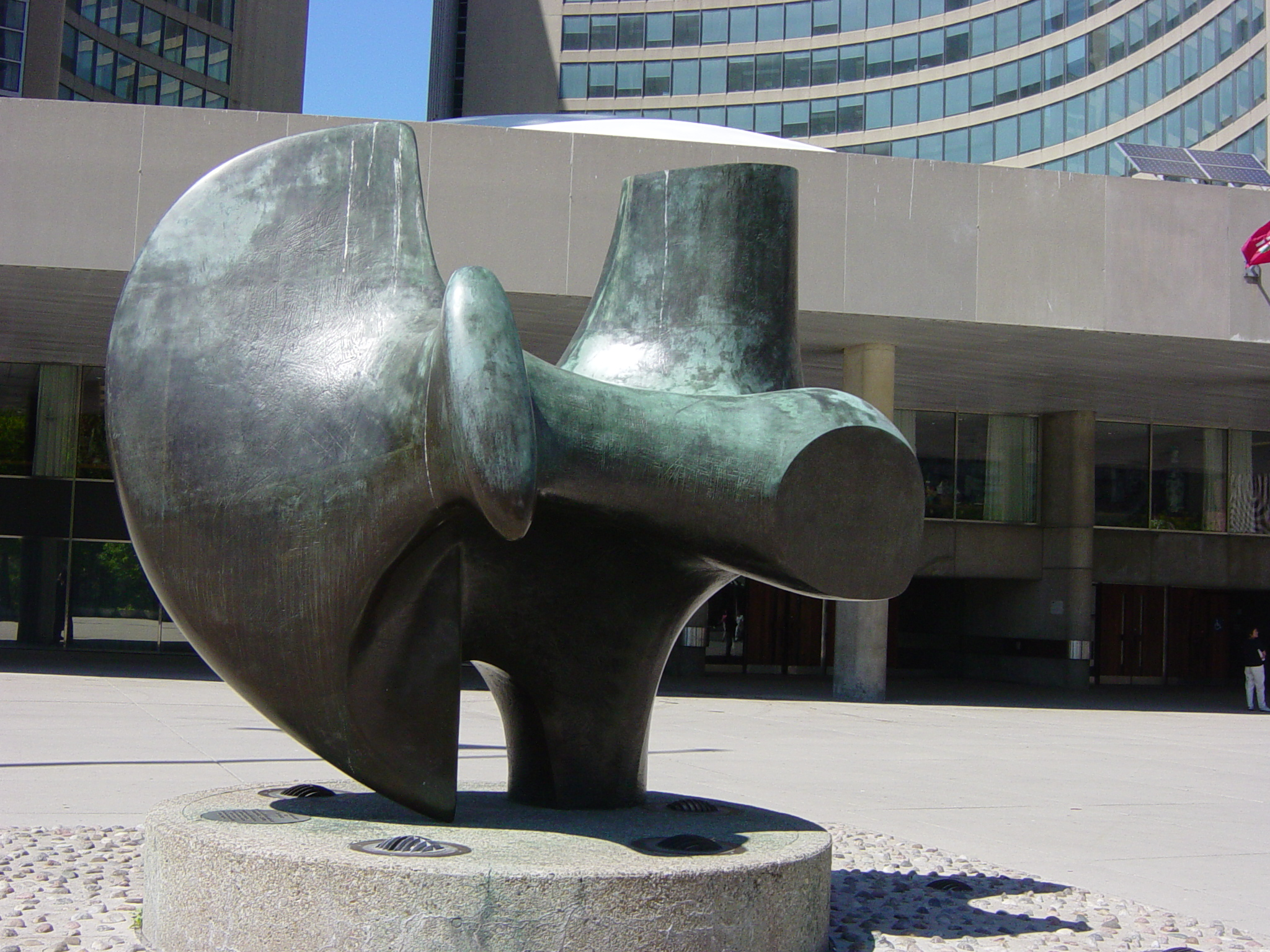
Three Way Piece No. 2: Archer auf dem Nathan Philips Square in Toronto

Three Way Piece No. 2: Archer (deutsch Bogenschütze) ist eine Bronzeplastik des englischen Bildhauers Henry Moore (1898–1986), die sich im Kulturforum Berlin vor der Neuen Nationalgalerie befindet. Ein zweites, identisches Exemplar befindet sich in der kanadischen Stadt Toronto.

## Geschichte
1961 wandte sich Viljo Revell, der finnische Architekt des Neuen Rathauses von Toronto an Henry Moore, um eine Skulptur für einen zentralen Platz in Toronto zu erstellen. Archer (Bogenschütze) wurde dazu aus dem Bestand von Moores kleinen Modellen ausgewählt. Der vorgeschlagene Beginn der Arbeiten mit öffentlichen Geldern (100.000 C $) wurde kontrovers diskutiert und schließlich im Stadtrat abgelehnt. Um die Fertigung der Skulptur dennoch zu gewährleisten, steuerte der damalige Bürgermeister von Toronto Philip Gerald Givens privates Geld bei. Henry Moore war gerührt von dieser Geste der Unterstützung und er spendete aus Dankbarkeit mehr als 200 Skulpturen, Zeichnungen und Grafiken an die Art Gallery of Ontario (AGO). Diese Exponate befinden sich seitdem im Henry Moore Skulpture Center innerhalb der AGO. Am 27. Oktober 1966 wurde die Skulptur Three Way Piece No. 2: Archer auf dem Nathan Philips Square in Toronto enthüllt.
Das zweite Exemplar des Three Way Piece No. 2: Archer wurde 1964/65 gefertigt, stand zunächst kurzzeitig vor der Kongresshalle in Berlin-Tiergarten und wurde 1968 auf die Terrasse der Neuen Nationalgalerie versetzt. Wegen umfangreicher Sanierungsarbeiten war die Neue Nationalgalerie von 2015 bis 2021 geschlossen und die Bronzeskulptur zog 2016 auf den Vorplatz des LWL-Museums für Kunst und Kultur nach Münster um.
Kurz vor der Wiedereröffnung der Neuen Nationalgalerie in Berlin kehrte die Skulptur im August 2021 an ihren Stammplatz zurück.

## Beschreibung
Die ca. 2,6 Tonnen schwere und 3,5 Meter hohe Bronzeplastik wurde in der Kunstgießerei Hermann Noack in Berlin gefertigt und ist unter der Objektnummer LH 535 registriert. Die Bronzeplastik ist mit einer für Moore typischen abstrakten Form ausgebildet. Sie ist in drei biomorphe Abschnitte untergliedert und zeigt ein senkrechtes, ein waagerechtes sowie ein halbkreis- bzw. bogenförmiges Element. Letzteres charakterisiert den Namen des Werks als Archer (Bogenschütze). Die Skulptur ist ein poliertes Bronzeobjekt mit kompakter Kontur und steht ohne Plinthe auf einem runden, hohlen, dunkelgrau lackierten Metallsockel. Eine Plakette, die die Lebensdaten des Künstlers, den Namen der Skulptur, die Fertigungsjahre sowie das verwendete Material nennt, ist am Fuß des Sockels angebracht.

## Galerie
Nachfolgende Bilder zeigen die Skulptur Three Way Piece No. 2: Archer aus verschiedenen Blickwinkeln:

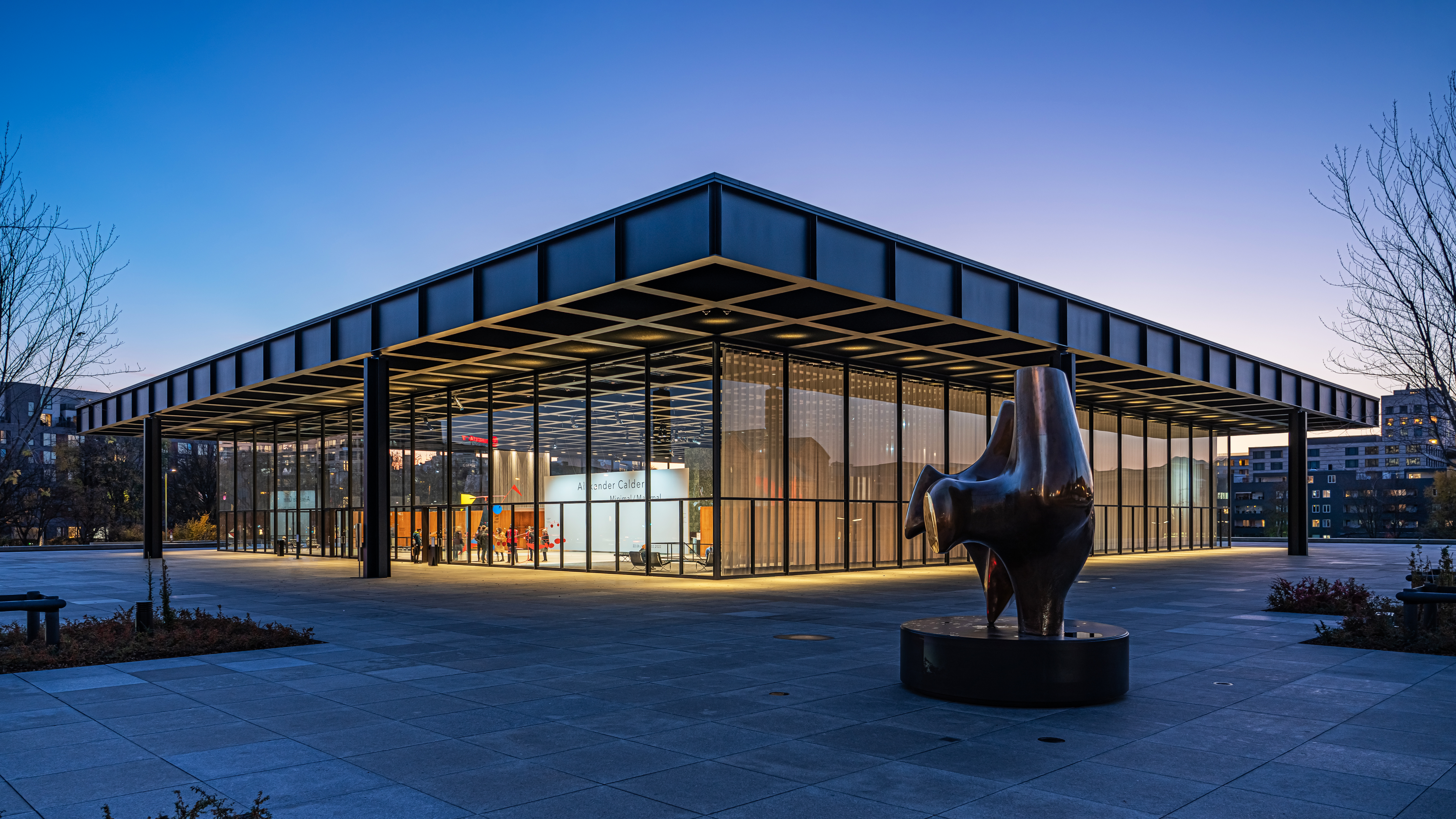
Blick von Süden auf die Bronzeplastik und die Neue Nationalgalerie in der Dämmerung
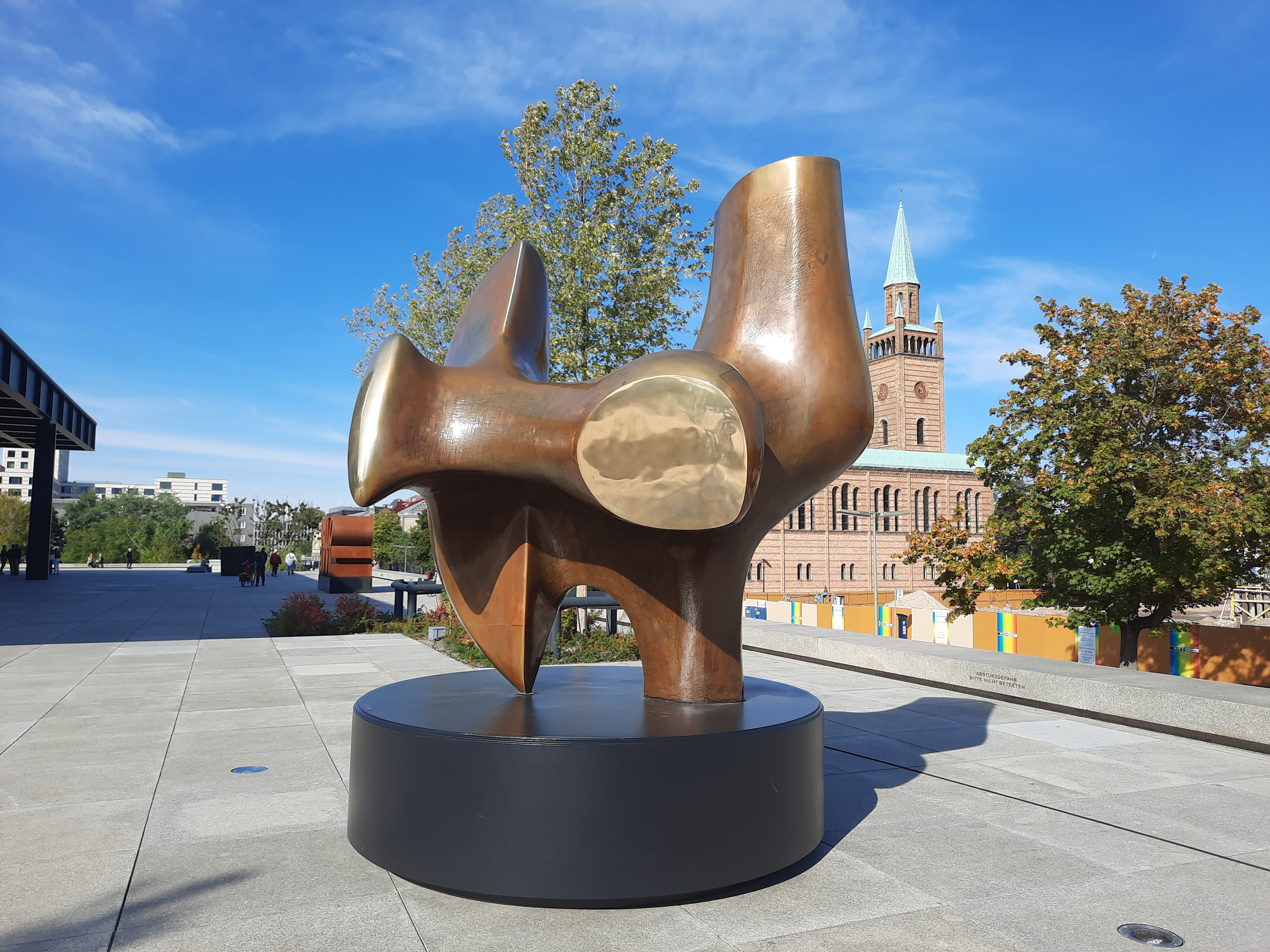
Blick von Südwesten mit der St. Matthäus-Kirche im Hintergrund
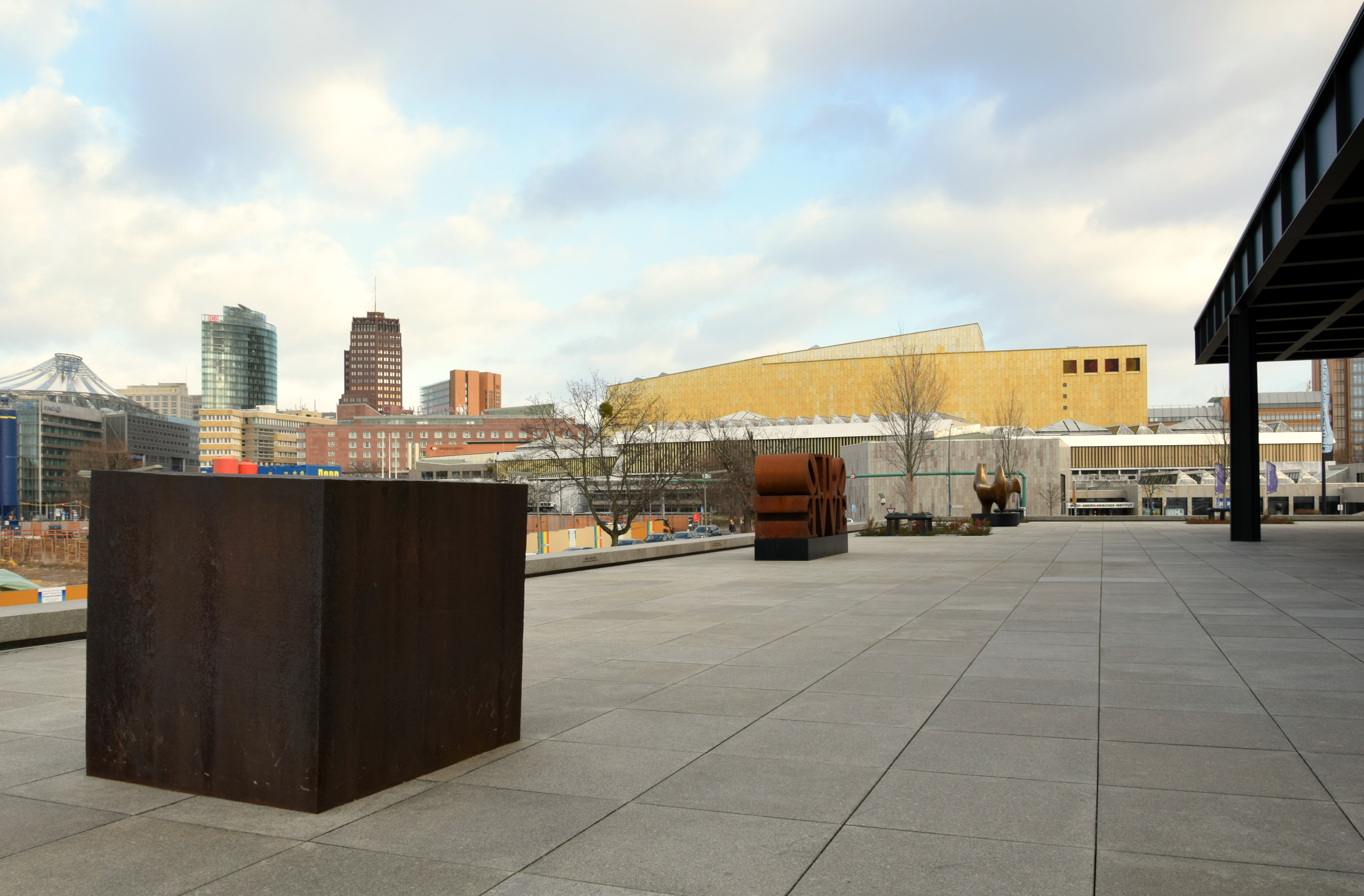
Blick von Norden mit der Plastik auf der hinteren Terrasse und der Staatsbibliothek im Hintergrund
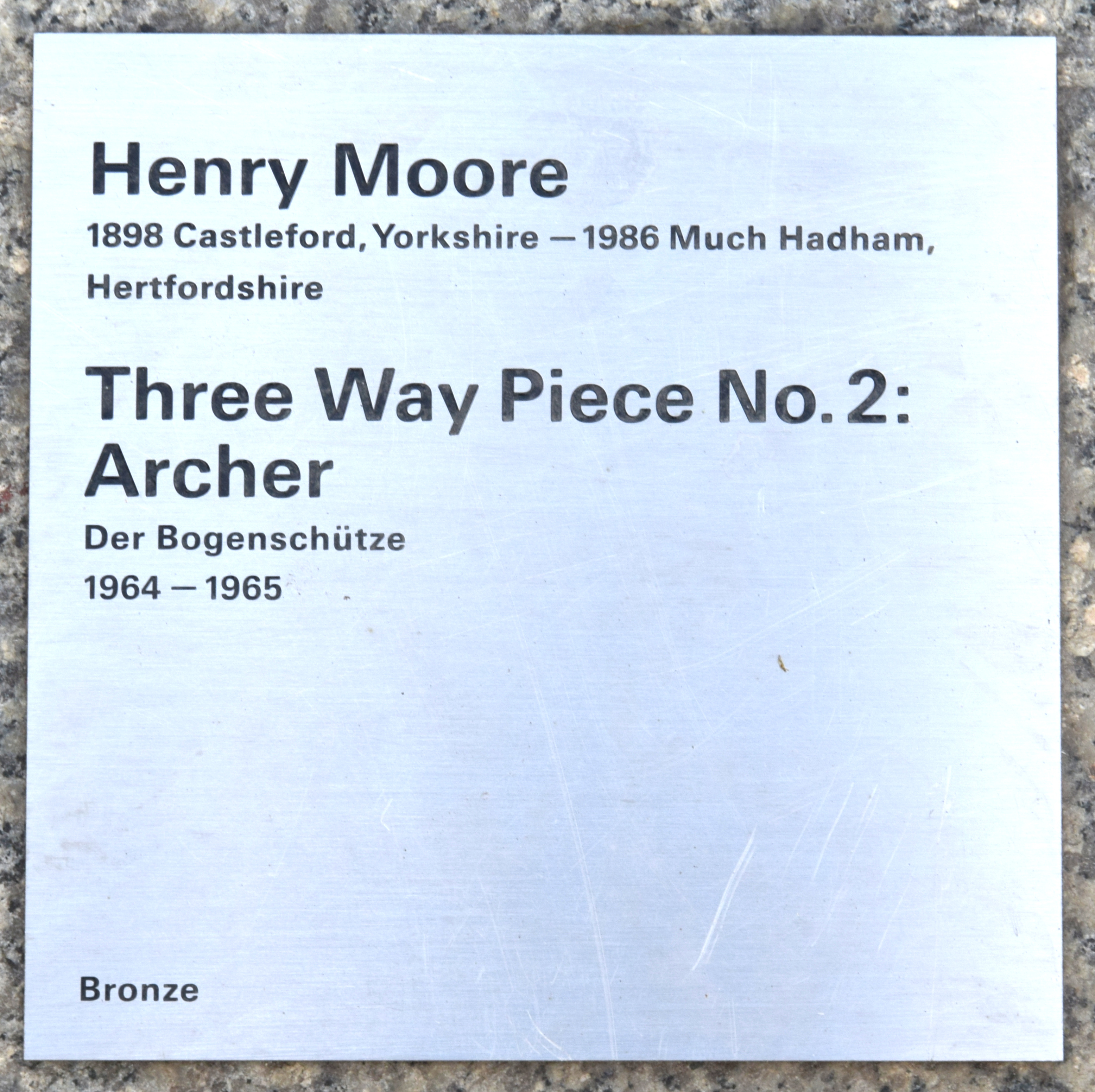
Plakette am Sockel